# AJR (band)
AJR is een Amerikaanse indiepop-band bestaande uit de multi-instrumentalistische broers Adam, Jack en Ryan Met. De band is een popgroep die z'n eigen nummers schrijft, produceert en mixt in de woonkamer van hun appartement in Chelsea. Hun succesvolste nummer in Nederland is "Weak". Hun muziekstijl is beschreven als "elektronisch", waarbij elementen van popmuziek, doowop, elektronica en dubstep worden gecombineerd.

## Bandleden
- Adam Brett Metzger – zang, bass gitaar, percussion (2005–heden)
- Jack Evan Metzger – zang, gitaar, ukulele, drums, percussion, keyboards, synthesizers, trompet (2005–heden)
- Ryan Joshua Metzger – zang, keyboards, ukulele  (2005–heden)

## Albums
- 'Living Room' (2015)
- 'The Click' (2017)
- 'Neotheater' (2019)
- 'OK Orchestra' (2021)
- 'The Maybe Man' (2023)